# Split (musique)
Pour les articles homonymes, voir Split (homonymie).
En musique, un split (mot anglais signifiant « diviser, partager ») est un disque (album, EP ou single) dont les pistes rassemblent des morceaux de deux, voire trois ou quatre groupes au lieu d'un. Ils partagent ainsi les frais de fabrication, éventuellement d'autoproduction et/ou de diffusion.

## Description
Un album split (ou split ) est un album de musique qui comprend des morceaux de deux ou plusieurs artistes distincts. Il existe également des singles et des EP de la même variété, souvent appelés respectivement « split singles » et « split EP ». Les albums split diffèrent des albums de compilation « divers artistes » en ce qu'ils incluent généralement plusieurs morceaux de chaque artiste, ou quelques artistes avec un ou deux morceaux chacun, au lieu de plusieurs artistes avec seulement un ou deux morceaux chacun.

## Historique
Ce sont souvent des groupes de metal ou de punk débutants et peu fortunés qui utilisent le système du split pour sortir leurs premiers disques, partageant parfois l'affiche avec un groupe étranger pour faire circuler leur nom dans d'autres pays. Toutefois des groupes plus installés réalisent également des splits, c'est-à-dire des collaborations débouchant sur un album, où chaque morceau demeure attaché à un groupe précis.
Exemple : Spirit Orgaszmus de Jeronimo (en) et Creedence Clearwater Revival (1970).
Les albums split étaient initialement réalisés sur des disques vinyles, avec la musique d'un artiste sur une face du disque et la musique d'un deuxième artiste sur la face opposée. Alors que les albums vinyles déclinaient en tant que média de masse, les éditions CD ont suivi la pratique consistant à combiner la musique de deux artistes. Depuis le début des années 1980, le format a été largement utilisé par les labels indépendants et les artistes des cercles punk rock, hardcore, grindcore, black metal, noise et indie rock. Les splits reçoivent généralement une base de fans underground même si les artistes présentés sont grand public, car le succès des albums split n'est généralement pas de proportion grand public.

## Autre sens
Ce mot peut aussi avoir une autre signification, il désigne purement et simplement la dissolution d'un groupe : on dit alors d'un groupe qu'il a « splitté ».